# Eleocharis barrosii
Eleocharis barrosii är en halvgräsart som beskrevs av Henry Knute Knut Svenson. Eleocharis barrosii ingår i släktet småsäv, och familjen halvgräs. Inga underarter finns listade i Catalogue of Life.